# A Danação de Fausto (Berlioz)
A Danação de Fausto (em francês:  La damnation de Faust), Op. 24, é uma composição musical para quatro solistas, coros e orquestra do compositor francês Hector Berlioz. A Danação de Fausto que Berlioz classificou como uma
"lenda dramática" (légende dramatique) teve a sua primeira apresentação na Opéra-Comique em Paris em 6 de Dezembro de 1846.

## Enquadramento e história da composição
Berlioz inspirou-se numa tradução do poema dramático Fausto de Goethe e criou uma obra musical que, como a obra-prima na qual se baseia, é de difícil categorização. Concebido em várias ocasiões como um oratório de formato não convencional e como uma ópera (Berlioz, por último, chamou-o de "lenda dramática"), a sua forma de viagem e a perspectiva cósmica tornaram a sua encenação como ópera um desafio muito dificultoso. O próprio Berlioz que estava ansioso para ver a obra encenada, quando tal aconteceu, admitiu que as técnicas de produção do seu tempo não estavam à altura da tarefa. Grande parte da fama da obra derivou da sua apresentação em formato de concerto.
Berlioz leu a Parte Um do Fausto em 1828, na tradução de Gérard de Nerval, tendo referido nas suas Memórias que "este livro maravilhoso me fascinou desde o início. Eu não conseguia parar de ler. Eu lia incessantemente, nas refeições, no teatro, na rua." Ele ficou tão impressionado que a sua Opus 1 (1829) foi uma suíte intitulada "Oito Cenas de Fausto", embora mais tarde ele tenha recolhido todas as cópias que conseguiu encontrar. Ele retornou ao material em 1845 para fazer uma obra maior, com algum texto adicional de Almire Gandonnière com tratamento próprio, e que ele chamou primeiro de "ópera em concerto" e depois, quando a ampliou, de "lenda dramática".
Ele trabalhou na obra durante a turnê de concertos de 1845, adicionando o seu próprio texto para "Nature immense, impénétrable et fière" - a invocação de Fausto de toda a natureza - e incorporando a Ràkòczi-Marsch que tinha sido um estrondoso sucesso num concerto em Peste (Hungria), em 15 de fevereiro de 1846.

## Personagens
| Personagem                                                                                    | Tipo de voz       | Elenco de estreia 6 Dezembro 1846 (Maestro: Hector Berlioz) |
| --------------------------------------------------------------------------------------------- | ----------------- | ----------------------------------------------------------- |
| Marguerite, uma mulher jovem                                                                  | mezzo-soprano     | Hortense Dufflot-Maillard                                   |
| Fausto, um erudito idoso                                                                      | tenor             | Gustave-Hippolyte Roger                                     |
| Mefistófeles, o Diabo disfarçado de cavalheiro                                                | barítono ou baixo | Léonard Hermann-Léon                                        |
| Brander, um estudante                                                                         | bass              | François-Louis Henry                                        |
| Camponeses, gnomos e silfos, soldados e estudantes, demónios e os espíritos celestes malditos |                   |                                                             |

## Instrumentação
A partitura orquestral requer:
- 3 flautas (todas duplamente piccolo), 2 oboés (dois cornes ingleses), 2 clarinetes (em C/A/B bemol), clarinete baixo in B bemol, 4 fagotes
- 4 trompas (em todas as notas), 2 trompetes em C/D/F, 2 cornetas em A/B bemol, 3 trombones, 2 tubas (originalmente escrita para um oficleide e uma tuba)
- tímpano, caixa, bumbo, pratos, prato suspenso, triângulo, gongo, sino (D, F bemol, A, ou C)
- 2 harpas[6]
- cordas: 15 violinos I, 15 violinos II, 10 violas, 10 violoncelos, 9 contrabaixos

## Resumo

### Parte I
O erudito idoso Fausto contempla a renovação da natureza. Ao ouvir os camponeses a cantar e a dançar,  percebe que a felicidade simples deles é algo que ele nunca experimentará. Um exército marcha à distância (Marcha Húngara). Fausto não entende por que os soldados estão tão entusiasmados com a glória e a fama.

### Parte II
Deprimido, Fausto regressa ao seu estudo. Mesmo a busca da sabedoria já não o inspira. Cansado da vida, ele está prestes a cometer suicídio quando o som de sinos da igreja e um hino da Páscoa lhe lembram a sua juventude, quando ainda tinha fé religiosa. De repente, aparece Mefistófeles, comentando ironicamente a aparente conversão de Fausto. E oferece-se para levar Fausto numa viagem, prometendo-lhe a renovação da juventude e do conhecimento e o cumprimento de todos os desejos dele. Fausto aceita.
Mefistófeles e Fausto chegam à taverna de Auerbach em Leipzig, onde Brander, um estudante, canta uma canção sobre um rato cuja boa vida numa cozinha acaba com uma dose de veneno. Os outros convidados respondem com um irónico "Amém" e Mefistófeles prossegue com outra canção sobre uma pulga que leva os seus iguais a infestar toda uma corte real (Canção da Pulga). Enojado pela vulgaridade de tudo isso, Fausto exige ser levado para outro lugar.
Num prado perto do Elba, Mefistófeles mostra a Fausto uma visão de sonho de uma linda mulher chamada Marguerite, fazendo com que Fausto se apaixone por ela. Fausto chama o nome dela, e Mefistófeles promete levá-lo até ela. Juntamente com um grupo de estudantes e soldados, eles entram na cidade onde ela vive.

### Parte III
Fausto e Mefistófeles escondem-se no quarto de Marguerite. Fausto sente que encontrará nela o ideal de  mulher pura e inocente ("Merci, doux crépuscule!"). Marguerite entra e canta uma balada sobre o Rei de Thule, que permaneceu sempre tristemente fiel ao seu amor perdido ("Autrefois, un roi de Thulé"). Mefistófeles invoca os espíritos para encantar e enganar a jovem e canta uma sarcástica serenata do lado de fora da janela dela, prevendo a perda da inocência dela. Quando os espíritos desaparecem, Fausto avança. Marguerite admite que ela sonhou com ele, tal como ele sonhou com ela, e eles declaram o amor de um pelo outro. Nesse momento, Mefistófeles aparece, avisando que a reputação da jovem deve ser salva: os vizinhos descobriram que há um homem no quarto de Marguerite e chamaram a mãe dela para a cena. A seguir a um rápido adeus, Fausto e Mefistófeles fogem.

### Parte IV
Fausto seduziu e depois abandonou Marguerite que ainda aguarda o regresso dele ("D'amour l'ardente flamme"). Ela consegue ouvir os soldados e os estudantes à distância, o que lhe lembra a noite em que Fausto veio pela primeira vez a casa dela. Mas desta vez ele não está entre eles.
Fausto invoca a natureza para curá-lo do seu fastio do mundo ("Nature immense, impénétrable et fière"). Mefistófeles aparece e diz-lhe que Marguerite está na prisão. Ela deu à mãe acidentalmente demasiado de uma poção para dormir, matando a idosa, e será enforcada no dia seguinte. Fausto entra em pânico, mas Mefistófeles afirma que ele pode salvá-la, se Fausto lhe entregar a sua alma. Incapaz de pensar em mais nada para além do salvamento de Marguerite, Fausto concorda. Os dois partem cavalgando em cavalos negros.
Pensando que estão a dirigir-se para Marguerite, Fausto fica apavorado quando vê aparições demoníacas. A paisagem torna-se cada vez mais horrível e grotesca, e Fausto percebe finalmente que Mefistófeles o leva diretamente para o inferno. Demónios e espíritos condenados cumprimentam Mefistófeles numa misteriosa linguagem infernal e acolhem Fausto entre eles.
O inferno fica em silêncio após a chegada de Fausto - o sofrimento dele é indescritível. Marguerite é salva e recebida no céu.

## História da representação
- "Marcha Húngara" ("Marche Hongroise") (1886), tocada pela U.S. Marine Band em 1995 para o disco Director's Choice. (4:57) |  |

A estreia ocorreu na Opéra-Comique, Paris, em 6 de dezembro de 1846, não tendo obtido aclamação da crítica, talvez devido ao seu estatuto intermédio entre ópera e cantata; o público ficou apático, e as duas representações (uma terceira cancelada) resultaram em prejuízo para Berlioz: "Nada na minha carreira como artista me magoou mais profundamente do que esta indiferença inesperada", lembrou ele.
La Damnation de Faust é representada regularmente em salas de concerto, desde a sua primeira apresentação completa bem sucedida em concerto em Paris, em 1877; é ocasionalmente encenada como ópera, tendo a primeira vez ocorrido na Opéra de Monte-Carlo em 18 de fevereiro de 1893, com direção de Raoul Gunsbourg com Jean de Reszke no papel de Fausto e Rose Caron no de Marguerite. A Metropolitan Opera estreou-a primeiro em concerto (2 de fevereiro de 1896) e depois como ópera (estreia como ópera nos Estados Unidos em 7 de dezembro de 1906) e tocou-a em concerto, no Carnegie Hall, em 10 Novembro de 1996 (repetindo-a em turné em Tóquio no ano seguinte). A Metropolitan Opera voltou a encená-la em 7 de novembro de 2008, produzida e dirigida por Robert Lepage, com técnicas inovadoras de imagens de palco geradas por computador que respondem às vozes dos artistas.
O cineasta Terry Gilliam fez a sua estreia na ópera com a English National Opera de Londres em maio de 2011 ao dirigir La Damnation de Faust tendo a produção recebido críticas positivas na imprensa britânica.
Em 2015, a Ópera Nacional de Paris reencarnou o papel de Fausto na pessoa do cientista inglês Stephen Hawking. Esta versão da obra também reinterpretou a jornada metafísica de Fausto sugerida por Mefistófeles substituindo-a pelo projeto Mars One, retratando o dilema do homem ao deixar a Terra para povoar Marte.
Três passagens instrumentais da obra, a Marcha Húngara, o Ballet des sylphes e o Menuet des follets são por vezes executados como "Três peças orquestrais de La Damnation de Faust".
Em 27 de Abril de 2018, no Grande Auditório do Centro Cultural de Belém, em Lisboa, integrado no programa "Dias da Música em Belém" de 2018, foi tocada e cantada A Danação de Fausto com direcção musical do maestro Frédéric Chaslin e a participação da Orquestra Sinfónica Portuguesa, dos cantores Aquiles Machado, Philippe Rouillon, Béatrice Uria-Monzon e Arnaud Rouillon, dos Pequenos Cantores do Conservatório de Lisboa, do Coro Juvenil de Lisboa e do Coro do Teatro Nacional de São Carlos.

## Apreciação
A propósito da apresentação da obra no Centro Cultural de Belém, em Lisboa, a 27 de abril de 2018, Pedro Boléo refere que A Danação de Fausto é uma estranha ópera-concerto, original e exuberante, ambiciosa e desafiante para quem a faz. A música às vezes parece desmoronar-se, com tumultos e gritarias, cheia de imagens e de teatralidades, onde todos os meios orquestrais possíveis e imaginários são usados.
Também segundo Pedro Boléo, baseando-se no Fausto de Goethe, que foi uma paixão de juventude de Berlioz, a Danação segue o seu caminho próprio, literário e musical, entre marchas militares, danças, canções populares, bebedeiras, momentos líricos e cenas dramáticas, num fulgor narrativo que das harpas aos trombones, das flautas aos contrabaixos, das percussões aos violinos, a obra não pára de inventar e reinventar as possibilidades da orquestra e das suas infinitas conjugações e articulações possíveis para a expressão mais fulgurante e mais original.
Ainda segundo Pedro Boléo, a Danação não é obra para relaxar no sofá, sendo por isso tão forte ouvi-la ao vivo: ela exige dos espectadores uma atenção permanente, porque é uma partitura desconcertante, capaz de inverter um Ámen numa anedota irónica, capaz de brincar com o lirismo ingénuo e ao mesmo tempo ser verdadeiramente romântico, capaz de assustar com fúrias imprevistas e súbitos pianíssimos, capaz de trocar as voltas ao tempo, com acelerações tempestuosas e lentidões infernais.
Conclui Pedro Boléo referindo que sai-se da Danação com muita música na cabeça e algumas inquietações. No final é necessário descomprimir, mas com um certo cuidado, claro, para não nos deixarmos enganar por qualquer Mefistófeles ao virar da esquina, que quer que assinemos por baixo. Cruzes, canhoto!

## Influência
- No movimento "O Elefante" ("L'Éléphant") da composição O Carnaval dos Animais (1886), Camille Saint-Saëns usa um tema de a "Dansa das Sílfides" ("Ballet des sylphes"), tocado com contrabaixo.